# Te'resa
te’resa（テレサ）は、日本の歌手、フォトリアル・バーチャルシンガー。元KAMITSUBAKI STUDIO/IMAGINARY STUDIO所属。

## 概要
東京生まれLA育ち、ファッションとカルチャーに救われてきた 17 歳。バーチャルリアリティな存在を武器に『すべての壁は越えられる』をテーマに、世界中の孤独 なユースに 歌声を届けていく。
2020年5月29日 花譜、理芽を筆頭に多種多様なクリエイター達がジョインし「YouTubeファースト」なクリエイティヴを輩出しているKAMITSUBAKI STUDIOより、新たな1人のヴァーチャルアーティストとしてデビュー。 国内では初のヴァーチャル3Dアーティストとなる彼女。ダンスミュージックやポップスから、ピアノ1本で弾き語るバラードなど幅広いジャンルを 好み、日々歌で気持ちを表現していく。 2020年以降の今を定義するアイコンとして、音楽のみならずファッションジャンルへのアプローチ施策も進行中。
2020年5月29日のYoutubeチャンネル内番組『花達と椿と君。』で、新たなバーチャルアーティストとして姿を見せた。また、同番組内でオリジナル楽曲「Youthful Strangers」のMV が公開され、彼女の本格デビューとなった。2021年6月5日中国でintel core次元を超える宣伝大使として起用され、同月発表の楽曲「ACE」では日中両国でのリリースを果たした。2022年2月14日にTHINKRとYELLtumの共同事業としてNFTプロジェクト「PIECE OF ME」を始動させた。2022年6月25日、バーチャルライブ「IMAGINARY WORLD」に出演。2023年3月10日「prompt αU」所長・PIEDPIPERがインタビューにて、te'resaをバーチャルシンガーとリアルアーティストに分岐させる旨を発表した。中の人は「ELËNA」という本人名義でアーティストとしてリスタートし、バーチャルアバターは音声合成ソフトウェア形態に移行し、いわばAI化していくことになる。2023年7月11日ELËNAのKAMITSUBAKI STUDIO卒業が発表される。

## 来歴
2020年
- 5月28日、自身のYouTubeチャンネルに初めて動画を投稿。
- 5月29日、Youtubeチャンネル内番組『花達と椿と君。』で、新たなバーチャルアーティストとして姿を見せる。以降は自身のYoutubeチャンネルにて、お気に入りの楽曲カバーを月に2 回投稿、Spotify では彼女が好きな映画からイメージしたプレイリストを定期的に公開。

2021年
- 6月5日、中国でintel core次元を超える宣伝大使として起用される[4]。

2022年
- 2月14日、THINKRとYELLtumの共同事業としてNFTプロジェクト「PIECE OF ME」を始動させた。[5]
- 6月25日、バーチャルライブ『IMAGINARY WORLD』出演。[6]

2023年
- 3月14日、te'resaの分岐が発表される。[7]
- 7月11日 ELËNAのKAMITSUBAKI STUDIO卒業が運営公式、ELËNAのTwitter及びNoteにて発表される。[8][9]

## ディスコグラフィ
| タイトル                         | 公開日         | 作詞・作曲・編曲                      | 映像                              | その他                                                                                       |
| -------------------------------- | -------------- | ------------------------------------- | --------------------------------- | -------------------------------------------------------------------------------------------- |
| Drippin'                         | 2020年5月28日  | 作詞：NTsKi 作曲・編曲：HIDEYA KOJIMA | Wakumoto Tomotaka                 | tVisual designer：wataboku                                                                   |
| Youthful Strangers -ground zero- | 2020年5月29日  | 作詞：A.Y.A 作曲・編曲：HIDEYA KOJIMA | Movie director：Hironobu Nagasawa | Visual designer：Hirokazu Yokohara CG Producer：Makoto Yura Graphic designer：GraphersRock   |
| Youthful Strangers               | 2020年7月30日  | 作詞：A.Y.A 作曲・編曲：HIDEYA KOJIMA | Yuki Tsujimoto                    | tVisual designer：Hirokazu Yokohara CG Producer：Makoto Yura Cinematographer：Toshihiko Kizu |
| break it out                     | 2021年1月28日  | Takumi Nishimura                      | Takumi Nishimura                  | Visual designer：Hirokazu Yokohara                                                           |
| IMAGINARY COLORS                 | 2021年3月31日  | 作詞：NTsKi 作曲・編曲：HIDEYA KOJIMA | Hironobu Nagasawa                 | Visual designer：Hirokazu Yokohara CG Producer：Makoto Yura Cinematographer：Kengo Funamoto  |
| Ace                              | 2021年6月20日  | 作詞：NTsKi 作曲・編曲：HIDEYA KOJIMA | Yuichiro Saeki                    | Visiual Designer：Hirokazu Yokohara CG Producer：Makoto Yura                                 |
| LINK                             | 2021年10月20日 | 作詞：弥之助 作曲・編曲：Boy Genius   | Hironobu Nagasawa                 | Illustrator : wataboku Kohei Takemoto Video Producer : Ryo Kato                              |
|                                  |                |                                       |                                   |                                                                                              |